# ولسوالی علینگار
علینگار یکی از ولسوالی‌های ولایت لغمان در خاور افغانستان است. جمعیت آن در سال ۲۰۰۶ میلادی، ۸۹،۷۱۶ نفر اعلام شده است.